# 78. sydlige breddekreds
Den 78. sydlige breddekreds (eller 78 grader sydlig bredde) er en breddekreds, der ligger 78 grader syd for ækvator. Den løber gennem Sydlige Ishav og Antarktis.